# Арт Клокі
А́ртур «Арт» Кло́кі (англ. Arthur "Art" Clokey; нар. 12 жовтня 1921 року, Детройт, Мічиган, США — пом. 8 січня 2010 року, Лос-Осос, Каліфорнія, США) — американський мультиплікатор, відомий за популяризацію жанру пластилінової анімації.